# 1997년 동계 유니버시아드 알파인스키
1997년 동계 유니버시아드 알파인 스키 경기는 1997년 1월 26일부터 2월 2일까지 대한민국 무주군 무주리조트의 설천봉 일대에서 진행되었다.

## 메달리스트
| 종목            | 금                                       | 은                                       | 동                               |
| --------------- | ---------------------------------------- | ---------------------------------------- | -------------------------------- |
| 남자 회전       | 에밀 엥룬드 스웨덴 (SWE)                 | 미셸 보르티스 스위스 (SUI)               | 망누스 오야 노르웨이 (NOR)       |
| 남자 대회전     | 우로시 파울로우치치 슬로베니아 (SLO)     | 슈테판 란치너 오스트리아 (AUT)           | 미란 라우테르 슬로베니아 (SLO)   |
| 남자 슈퍼대회전 | 미란 라우테르 슬로베니아 (SLO)           | 루카 비디 스위스 (SUI)                   | 로만 벨랴예프 러시아 (RUS)       |
| 남자 활강       | 루카 비디 스위스 (SUI)                   | 미란 라우테르 슬로베니아 (SLO)           | 다비트 데코스타 슬로베니아 (SLO) |
| 남자 복합       | 미란 라우테르 슬로베니아 (SLO)           | 망누스 오야 노르웨이 (NOR)               | 슈테판 란치너 오스트리아 (AUT)   |
| 여자 회전       | 야마카와 준코 일본 (JPN)                 | 로베르타 페르거 이탈리아 (ITA)           | 안나 베이셰르 스웨덴 (SWE)       |
| 여자 대회전     | 안드레야 포티스크리비치 슬로베니아 (SLO) | 야마카와 준코 일본 (JPN)                 | 로베르타 페르거 이탈리아 (ITA)   |
| 여자 슈퍼대회전 | 아냐 칼란 슬로베니아 (SLO)               | 안드레야 포티스크리비치 슬로베니아 (SLO) | 제시카 옥스 미국 (USA)           |
| 여자 활강       | 안드레야 포티스크리비치 슬로베니아 (SLO) | 아냐 칼란 슬로베니아 (SLO)               | 캐서린 대븐포트 미국 (USA)       |
| 여자 복합       | 안드레야 포티스크리비치 슬로베니아 (SLO) | 아냐 칼란 슬로베니아 (SLO)               | 야마카와 준코 일본 (JPN)         |

## 참고 문헌
- 《’97 무주·전주 동계유니버시아드대회 공식보고서》. ’97 무주·전주 동계유니버시아드대회 조직위원회. 1997년 9월 25일.